# Kultura starczewska

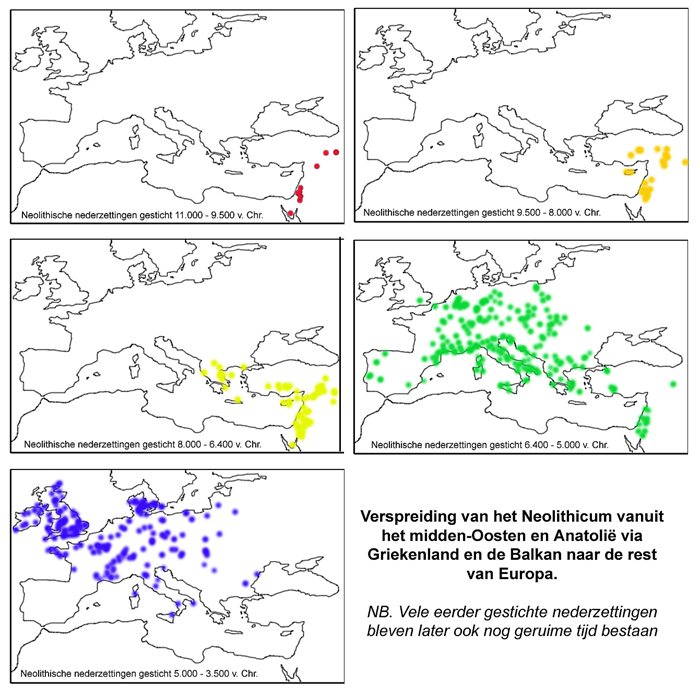
Neolityzacja Europy (na żółto okres 8000-6400 p.n.e.)

Kultura starczewska – kultura archeologiczna nazwana od stanowiska Starčevo pod Belgradem. Jako szersza jednostka kulturowy znana jako Starčevo-Körös-Criş. Ponad kulturą starczewską rozwija się kultura Vinča.
Chronologia: od połowy VI tys. p.n.e. Nawiązania do Grecji
Ceramika: Malowana (motywy geometryczne), w formach kontynuacja tradycji, naczynia
owalne. Kuliste na niskich nóżkach.
Osady: W dolinach rzek, wykorzystywanie drewna w konstrukcji domów. Domy często na kamiennych fundamentach (9 × 7 m), jednoizbowe, dwuizbowe.
Hodowla bazująca na owcy i kozie, zwiększenie się roli bydła (im dalej na północ, tym większe). Pojawienie się żyta, odmiany pszenicy i jęczmienia nadającej się do uprawy w warunkach europejskich.
Broń: Uzbrojenie jest reprezentowane przede wszystkim przez kule do procy.
Słabo rozpoznane krzemieniarstwo (trójkąty równoramienne dość dużych rozmiarów). Z kulturą starczewskiej wiąże się kultura kriszańska (Körös) znad rzeki Keresz, Marica z Bułgarii, Criş z Rumunii oraz pre-Sesklo z terytorium Grecji oraz Ždralovi z Chorwacji.
Na Bałkanach powiązania tradycji z Grecji i Anatolii. Dwie strefy:
- strefa wybrzeży Morza Śródziemnego – zdobienie muszlą,
- neolit naddunajski.